# Lógica vetorial
Lógica Vetorial é um modelo algébrico da lógica elementar baseado em matrizes algébricas. A lógica vetorial assume que os valores verdade mapeiam em vetores, e que as operações monádicas e diádicas são executadas por operadores matriciais.

## Resumo
A lógica binária é representada por um pequeno conjunto de funções matemáticas dependendo de uma (monádico) ou duas (diádico) variáveis. No conjunto binário, o valor 1 corresponde a verdadeiro e o valor 0 a  falso. Uma lógica vetorial bivalorada requer uma correspondência entre os valores-verdade verdadeiro (v) e falso (f), e dois vetores coluna normalizados de dimensão q compostos por números reais s e n, sendo assim:
{\displaystyle t\mapsto s}    e    {\displaystyle f\mapsto n}
(onde {\displaystyle q\geq 2} é um numero natural qualquer, e “normalizado” quer dizer que o tamanho do vetor é 1; normalmente s e n são vetores ortogonais). Essa correspondência gera um espaço de vetores valores-verdade: V2 = {s,n}. As operações lógicas básicas definidas usando esse conjunto de vetores levam à operadores matriciais.
As operações da lógica vetorial são baseadas no produto escalar entre vetores coluna de dimensão q: {\displaystyle u^{T}v=\langle u,v\rangle }: a ortogonalidade entre vetores s e n implica que {\displaystyle \langle u,v\rangle =1} se {\displaystyle u=v}, e {\displaystyle \langle u,v\rangle =0} se {\displaystyle u\neq v}.

### Operadores monádicos
Os operadores monádicos resultam da aplicação {\displaystyle Mon:V_{2}\to V_{2}}, e as matrizes associadas tem q linhas e q colunas. Os dois operadores monádicos básicos para essa lógica vetorial bivalorada são identidade e a negação:
- Identidade: Uma identidade lógica ID(p) é representada pela matriz {\displaystyle I=ss^{T}+nn^{T}}. Essa matriz opera da seguinte forma: Ip = p, p ∈ V2; como an ortogonalidade de s respeita a n, temos que {\displaystyle Is=ss^{T}s+nn^{T}s=s\langle s,s\rangle +n\langle n,s\rangle =s},   e inversamente {\displaystyle In=n}.
- Negação: Uma negação lógica ¬p é representada pela matriz {\displaystyle N=ns^{T}+sn^{T}}. Consequentemente, Ns = n e Nn = s. O comportamento involuntário da negação lógica, ou seja, ¬(¬p) é igual à p, corresponde com o fato de que N2 = I. É importante notar que essa matriz identidade da lógica vetorial nem sempre é uma matriz identidade no sentido da álgebra matricial.

### Operadores diádicos
Os 16 operadores diádicos 2-valorados correspondem à funções do tipo {\displaystyle Dyad:V_{2}\otimes V_{2}\to V_{2}}; as matrizes diádicas tem q linhas e q2 colunas.
As matrizes que executam essas operações diádicas são baseadas nas propriedades do produto de Kronecker.
Duas propriedades desse produto são essenciais para o formalismo da lógica vetorial:
1. Propriedade do produto misto: Se A, B, C e D são matrizes de tamanho tal onde uma pode formar os produtos de matrizes AC e BD, então :{\displaystyle (A\otimes B)(C\otimes D)=AC\otimes BD}
2. Transposta distributiva A operação de transposição é distributiva sobre o produto de Kronecker: :{\displaystyle (A\otimes B)^{T}=A^{T}\otimes B^{T}.}

Usando essas propriedades, expressões para funções lógicas diádicas podem ser obtidas:
- Conjunção. A conjunção (p^q) é executada por uma matriz que atua em dois vetores valor-verdade: {\displaystyle C(u\otimes v)}. Essa matriz reproduz as funcionalidades da conjunção clássica de tabela-verdade na sua formulação:

{\displaystyle C=s(s\otimes s)^{T}+n(s\otimes n)^{T}+n(n\otimes s)^{T}+n(n\otimes n)^{T}}
e verifica
{\displaystyle C(s\otimes s)=s,} e
{\displaystyle C(s\otimes n)=C(n\otimes s)=C(n\otimes n)=n.}
- Disjunção. A disjunção (p∨q) é executada pela matriz ::{\displaystyle D=s(s\otimes s)^{T}+s(s\otimes n)^{T}+s(n\otimes s)^{T}+n(n\otimes n)^{T},} resultando em

{\displaystyle D(s\otimes s)=D(s\otimes n)=D(n\otimes s)=s} e
{\displaystyle D(n\otimes n)=n.}
- Implicação. A implicação corresponde na lógica clássica para a expressão p → q ≡ ¬p ∨ q. A versão na lógica vetorial dessa equivalência leva à uma matriz que representa essa implicação na  lógica vetorial: {\displaystyle L=D(N\otimes I)}. A expressão explícita para essa implicação é:

{\displaystyle L=s(s\otimes s)^{T}+n(s\otimes n)^{T}+s(n\otimes s)^{T}+n(n\otimes n)^{T},}
e as propriedades da implicação clássica são satisfeitas
{\displaystyle L(s\otimes s)=L(n\otimes s)=L(n\otimes n)=s} e
{\displaystyle L(s\otimes n)=n.}
- Equivalência e Disjunção exclusiva. Na lógica vetorial an equivalência p≡q é representada pela seguinte matriz:

{\displaystyle E=s(s\otimes s)^{T}+n(s\otimes n)^{T}+n(n\otimes s)^{T}+s(n\otimes n)^{T}} com
{\displaystyle E(s\otimes s)=E(n\otimes n)=s} e
{\displaystyle E(s\otimes n)=E(n\otimes s)=n.}
O ou exclusivo é a negação da equivalência, ¬(p≡q); isso corresponde à matriz {\displaystyle X=NE} dada por
{\displaystyle X=n(s\otimes s)^{T}+s(s\otimes n)^{T}+s(n\otimes s)^{T}+n(n\otimes n)^{T},}
com {\displaystyle X(s\otimes s)=X(n\otimes n)=n} e
{\displaystyle X(s\otimes n)=X(n\otimes s)=s.}
- NAND e NOR

As matrizes S e P correspondem às operações  Sheffer (NAND) e  Peirce (NOR), respectivamente:
{\displaystyle S=NC}
{\displaystyle P=ND}

### Lei de De Morgan
Na lógica de dois valores, a conjunção e a disjunção satisfazem a Lei de De Morgan: p∧q≡¬(¬p∨¬q), e o seu par: p∨q≡¬(¬p∧¬q)). Para a lógica vetorial de dois valores essa lei também é verificada:
{\displaystyle C(u\otimes v)=ND(Nu\otimes Nv)}, onde u E v são dois vetores lógicos.
O produto de Kronecker implica a seguinte fatorização:
{\displaystyle C(u\otimes v)=ND(N\otimes N)(u\otimes v).}
Então pode ser provado que na lógica vetorial de duas dimensões a Lei de De Morgan é uma lei envolvendo operadores, e não somente uma lei em relação a operações:
{\displaystyle C=ND(N\otimes N)}

### Lei da contraposição
No clássico cálculo de proposições, a contraposição p → q ≡ ¬q → ¬p é provada porque an equivalência vale para todas as possíveis combinações de valores-verdade de p e q. Em vez disso, na lógica vetorial, a lei da contraposição emerge de uma cadeia de igualdades dentro das regras da álgebra matricial e produtos de Kronecker, como mostrado a seguir:
{\displaystyle L(u\otimes v)=D(N\otimes I)(u\otimes v)=D(Nu\otimes v)=D(Nu\otimes NNv)=}
{\displaystyle D(NNv\otimes Nu)=D(N\otimes I)(Nv\otimes Nu)=L(Nv\otimes Nu)}
Esse resultado é baseado no fato de que D, a matriz de disjunção, representa uma operação comutativa.

## Lógica bidimensional multivalorada
Lógica Multivalorada foi desenvolvida por muitos pesquisadores, particularmente por Jan Łukasiewicz e permite estender operações lógicas para valores-verdade que incluem incertezas. No caso da lógica vetorial bivalorada, incertezas em valores verdade podem ser introduzidas usando vetores com s e n ponderadas por probabilidades.
Deixando {\displaystyle f=\epsilon s+\delta n}, com {\displaystyle \epsilon ,\delta \in [0,1],\epsilon +\delta =1} ser esse tipo de vetores “probabilísticos”. Aqui, o caráter multivalorado da lógica é introduzido a posteriori via incertezas introduzidas nas entradas.

### Projeções escalares dos vetores resultantes
As saídas dessa lógica multivalorada podem ser projetadas em funções escalares e gerar uma classe particular de lógica probabilística com similaridades com a multivalorada lógica de Reichenbach. Dados dois vetores {\displaystyle u=\alpha s+\beta n} and {\displaystyle v=\alpha 's+\beta 'n} e uma matriz lógica diádica {\displaystyle G}, uma lógica probabilística escalar é fornecida pela projeção sobre vector s:
{\displaystyle Val(\mathrm {scalars} )=s^{T}G(\mathrm {vectors} )}
Aqui estão os principais resultados dessas projeções:
{\displaystyle NOT(\alpha )=s^{T}Nu=1-\alpha }
{\displaystyle OR(\alpha ,\alpha ')=s^{T}D(u\otimes v)=\alpha +\alpha '-\alpha \alpha '}
{\displaystyle AND(\alpha ,\alpha ')=s^{T}C(u\otimes v)=\alpha \alpha '}
{\displaystyle IMPL(\alpha ,\alpha ')=s^{T}L(u\otimes v)=1-\alpha (1-\alpha ')}
{\displaystyle XOR(\alpha ,\alpha ')=s^{T}X(u\otimes v)=\alpha +\alpha '-2\alpha \alpha '}
As negações associadas são:
{\displaystyle NOR(\alpha ,\alpha ')=1-OR(\alpha ,\alpha ')}
{\displaystyle NAND(\alpha ,\alpha ')=1-AND(\alpha ,\alpha ')}
{\displaystyle EQUI(\alpha ,\alpha ')=1-XOR(\alpha ,\alpha ')}
Se os valores escalares pertencem ao conjunto {0, ½, 1}, esse escalar da lógica multivalorada é para muitas dos operadores quase idênticos aos da lógica 3-valorada de Łukasiewicz. Também, foi provado que quando os operadores monádicos ou diádicos atuam sobre vetores probabilísticos pertencentes a esse conjunto, o resultado é também um elemento desse conjunto.

## História
A abordagem foi inspirada em modelos de redes neurais baseados no uso de matrizes e vetores com muitas dimensões. A lógica vetorial é uma tradução direta e um formalismo de matriz-vetor dos clássicos polinomiais booleanos. Esse tipo de formalismo foi applicado para desenvolver a lógica difusa em termos de número complexo. Outras abordagens de matrizes e vetores foram desenvolvidas na armação da física quântica, ciência da computação e ótica. As primeiras tentativas de usar álgebra linear para representar operações lógicas podem ser referidas à Peirce e Copilowish. O biofísico indiano G.N. Ramachandran desenvolveu um formalismo usando matrizes algébricas e vetores para representar muitas operações da lógica indiana clássica.

## Polinômios booleanos
George Boole estabeleceu o desenvolvimento de operações lógicas como polinômios. Para o caso de operações monádicas (tal como a função identidade ou  negação lógica), os polinômios booleanos tem um formato como o seguinte:
{\displaystyle f(x)=f(1)x+f(0)(1-x)}
As quatro diferentes operações monádicas resultam dos diferentes valores binários dos coeficientes. A função identidade requer f(1) = 1 e f(0) = 0, e a negação ocorre se f(1) = 0 e f(0) = 1. Para os 16 operadores diádicos, os polinômios booleanos são da seguinte forma:
{\displaystyle f(x,y)=f(1,1)xy+f(1,0)x(1-y)+f(0,1)(1-x)y+f(0,0)(1-x)(1-y)}
As operações diádicas podem ser traduzidas para esse formato polinomial quando os coeficientes f tomarem os valores indicados na respectiva tabela verdade s. Por instância: a operação NAND requer o seguinte:
{\displaystyle f(1,1)=0}    and    {\displaystyle f(1,0)=f(0,1)=f(0,0)=1}. Esses polinomios booleanos podem ser imediatamente estendidos para qualquer número de variáveis, produzindo um grande potencial variedade de operadores lógicos. Na lógica vetorial, a estrutura matriz-vetor dos operadores é uma exata tradução para o formato da álgebra linear desses polinômios booleanos, onde o x e 1-x correspondem aos vetores s e n respectivamente (o mesmo para y e 1-y). No exemplo de NAND, f(1,1)=n e f(1,0)=f(0,1)=f(0,0)=s e a versão matricial se tornam:
{\displaystyle S=n(s\otimes s)^{T}+s[(s\otimes n)^{T}+(n\otimes s)^{T}+(n\otimes n)^{T}]}

## Extensões
- A Lógica vetorial pode ser estendida para incluir muitos valores-verdade desde que vetores de dimensões altas permitam criar muitos valores-verdade ortogonais e as correspondentes matrizes lógicas.[2]
- Modalidades lógicas podem ser totalmente representadas nesse contexto, com um processo recursivo inspirado em modelos neurais.[2][18]
- Alguns problemas cognitivos sobre computações lógicas podem ser analisados usando este formalismo, em particular decisões recursivas. Qualquer expressão lógica da lógica proposicional pode ser naturalmente representada por uma árvore.[4] Esse fato é retido pela lógica vetorial, e tem sido usada parcialmente em modelos neurais focados em investigação de estruturas ramificadas da linguagem natural.[19][20][21][22][23][24]
- As operações reversíveis via computação como a Fredkin gate podem ser implementadas na lógica vetorial. Essas implementações proveem expressões explícitas para operadores matriciais que produzem o formato da entrada e o filtro da saída necessário para obter computações[2][3]
- A Automação celular elementar pode ser analisada usando an estrutura de operador da lógica vetorial; essa análise leva an uma decomposição espectral das leis governando essas dinâmicas.[25][26]